# Fredrik Stang der Jüngere

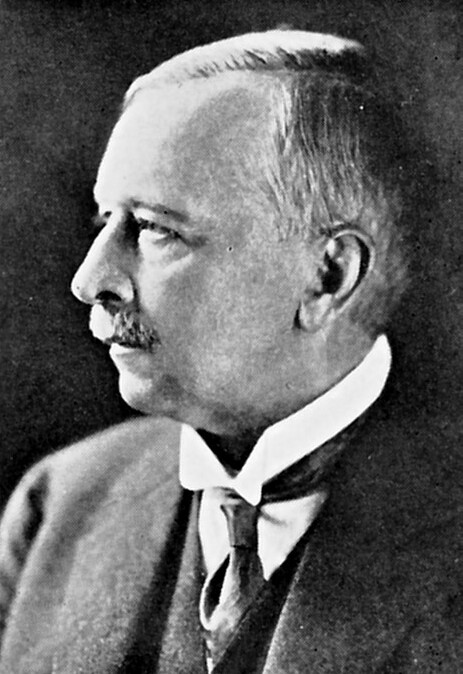
Fredrik Stang der Jüngere

Fredrik Stang (* 27. Dezember 1867 in Christiania, heute Oslo; † 15. November 1941 ebenda) war ein norwegischer Jurist und konservativer Politiker.

## Leben
Stang, ein Sohn des Ministerpräsidenten Emil Stang und Enkel des Ministerpräsidenten Frederik Stang, wurde nach dem Studium der Rechtswissenschaften in Oslo sowie in Deutschland und England 1897 Professor für Rechtswissenschaften an der Universität in Christiania, wo er sich überwiegend mit Privat- und Handelsrecht beschäftigte. Als Mitglied der konservativen Partei Høyre war er von 1905 bis 1908 im Stadtrat von Christiania und von 1906 bis 1909 Abgeordneter im norwegischen Parlament Storting. Von 1908 bis 1911 war er Vorsitzender der Partei und trat 1912 als Justizminister in die von Jens Bratlie geführte Regierung ein, die aber schon Anfang 1913 wieder zurücktreten musste. Darauf nahm Stang seine Professur wieder auf. Er amtierte von 1921 bis 1927 als Rektor der Universität Oslo und wurde 1932 emeritiert.
Stang war seit 7. Dezember 1894 mit Caroline, geb. Schweigaard, verheiratet. Sein Sohn war Christian Schweigaard Stang.
1918 erhielt Stang die Ehrendoktorwürde der Juristischen Fakultät der Universität Kopenhagen, später auch Ehrendoktorwürden der Universitäten Paris und Uppsala. Er war ab 1900 Mitglied der Norwegischen Akademie der Wissenschaften. Ab 1921 war er Mitglied, von 1922 bis 1940 Vorsitzender des norwegischen Nobelkomitees.

## Schriften (Auswahl)
- Forsikringsret. Forelæsninger. 1908
- Norsk formueret. I. Indledning. 1911
- Fra spredte retsfelter. Avhandlinger, betænkninger og foredrag (2 Bände, 1916–1917)
- Streiftog. Aschehoug, Oslo 1939.
- Stattholdersak og unionsstrid. Aschehoug, Oslo 1943.
- Erindringer fra min politiske tid. Grøndahl, Oslo 1946.